# Paralititan
Paralititan („Titán přílivu“) byl obří býložravý titanosauridní sauropodní dinosaur, který žil v období svrchní křídy na území dnešního Egypta zhruba před 100 až 94 miliony let. Byl objeven spolu se zkamenělým mangrovovým porostem, ve kterém zřejmě také částečně žil. V současnosti jej společně s příbuzným argentinským rodem Argyrosaurus řadíme do společné čeledi Argyrosauridae.

## Rozměry
Patří k největším známým dinosaurům vůbec, jeho pažní kost byla dlouhá 169 cm (navíc šlo zřejmě o ještě nedospělého jedince). Celková délka se mohla pohybovat okolo 32 metrů. Odhadovaná hmotnost tohoto obra pak činila asi 50 nebo 51 tun. Větší byly s jistotou pouze rody Argentinosaurus a Puertasaurus z Argentiny. Je pravděpodobné, že Paralititan byl kořistí obřích teropodů jako byl Carcharodontosaurus nebo výjimečně i Spinosaurus. Podle jiných odhadů byl však dlouhý jen lehce přes 20 metrů a vážil kolem 20 tun.
V roce 2019 odhadl americký badatel Gregory S. Paul podrobným rozborem a zhodnocením dosud využitých metod stanovování objemu a hmotnosti těla různých sauropodů celkovou tělesnou hmotnost paralititana na 30 až 55 metrických tun.

## V populární kultuře
Paralititan se vyskytuje v pátém dílu Planet Dinosaur s názvem "New Giants". Zde je zobrazován jako 45 tun vážící zvíře. Mladý jedinec paralititana je napaden krokodýlem sarkosuchem a teropodem karcharodontosaurem.